# نوورتویل (داکوتای جنوبی)
نوورتویل(به انگلیسی: Northville) شهری در ایالت داکوتای جنوبی کشور ایالات متحده آمریکا است که جمعیت آن در سرشماری سال ۲۰۱۰ میلادی، ۱۴۳ نفر بوده‌است.